# Coronagraaf

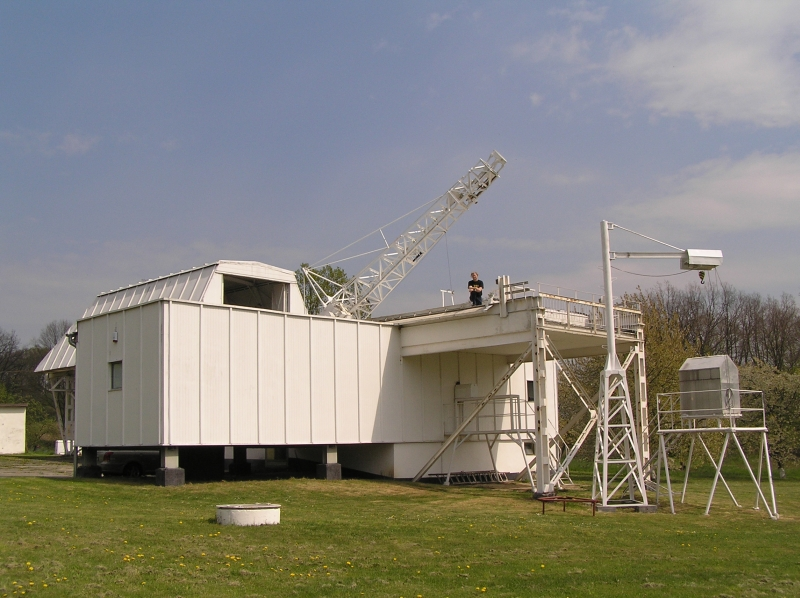
Coronagraaf

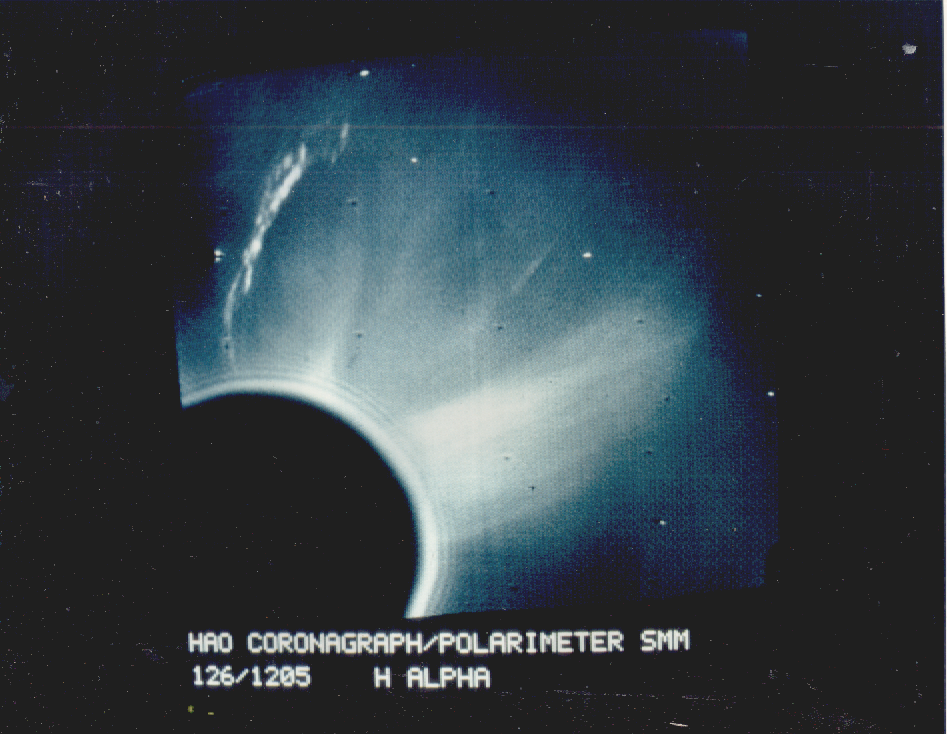
Afbeelding van de zon verkregen met een coronagraaf

Een coronagraaf (van corona = de zonnecorona; Gr. graphein = schrijven) is een soort kijker die door Bernard Lyot in 1930 werd ontworpen en waarmee men verschijnselen kan observeren die zich buiten de rand van de zon voordoen.  Voor 1930 kon dit enkel tijdens een totale zonsverduistering.
In dit toestel wordt het licht van de zonneschijf afgeschermd door het plaatsen van een ondoorzichtige schijfje dat precies even groot is als het beeld van de zon in het brandpunt van de objectieflens.
Het woord coronagraaf is uit het Engels overgenomen. Op taalkundige gronden zou coronograaf eigenlijk juister zijn.

## Exoplaneten
Coronagrafen worden ook gebruikt om exoplaneten te vinden nabij heldere sterren.